# 圣朱利亚德贝克
圣朱利亚德贝克（法語：Saint-Julia-de-Bec，法語發音：[sɛ̃ ʒylja də bɛk] ⓘ）是法国奥德省的一个市镇，属于利穆区。

## 地理
圣朱利亚德贝克（42°52'6"N, 2°14'44"E）面积13.88 平方千米，位于法国奧克西塔尼大區奥德省，该省份为法国南部沿海省份，北起塔恩省，西北接上加龙省，西接阿列日省，南至东比利牛斯省，东临地中海，东北与埃罗省接壤。
与圣朱利亚德贝克接壤的市镇（或旧市镇、城区）包括：贝尔维亚讷和卡维拉克、格拉内斯、皮洛朗斯、圣费里奥尔、圣瑞斯特和勒贝聚、圣路易和帕拉乌、基扬。

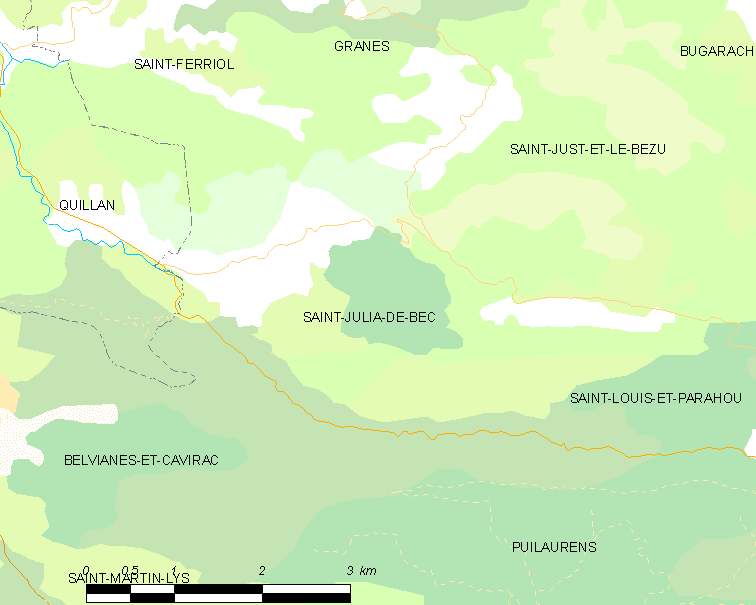
圣朱利亚德贝克的OSM定位图

圣朱利亚德贝克的时区为UTC+01:00、UTC+02:00（夏令时）。

## 行政
圣朱利亚德贝克的邮政编码为11500，INSEE市镇编码为11347。

## 政治
圣朱利亚德贝克所属的省级选区为上奥德河谷县。

## 人口

1962-2008年间圣朱利亚德贝克人口变化图示

圣朱利亚德贝克于2022年1月1日时的人口数量为99人。